# Hiu hiu
Hiu hiu (danh pháp:Rana johnsi - tên tiếng Anh: John's Groove-toed Frog) là một loài ếch thuộc họ ếch thực sự (Ranidae). Chúng được tìm thấy ở Trung Quốc, Lào, Thái Lan, và Việt Nam.
Các môi trường sống tự nhiên của chúng là các khu rừng ẩm ướt đất thấp nhiệt đới hoặc cận nhiệt đới, rừng mây ẩm nhiệt đới và cận nhiệt đới, sông, sông có nước theo mùa, đầm nước ngọt có nước theo mùa, các khu rừng trước đây bị suy thoái nặng nề, đất có tưới tiêu, và đất nông nghiệp có lụt theo mùa. Nó không được xem là bị đe dọa theo IUCN.